# NGC 5137
NGC 5137 est une galaxie spirale située dans la constellation de la Vierge. Sa vitesse par rapport au fond diffus cosmologique est de 7 576 ± 21 km/s, ce qui correspond à une distance de Hubble de 111,7 ± 7,8 Mpc (∼364 millions d'al). NGC 5137 a été découverte par l'astronome américain Lewis Swift en 1887.